# Alskär (vid Österskärsfjärden, Korpo)
Alskär är en ö i Finland. Den ligger i Skärgårdshavet och i kommunen Pargas i den ekonomiska regionen  Åboland i landskapet Egentliga Finland, i den sydvästra delen av landet. Ön ligger omkring 77 kilometer sydväst om Åbo och omkring 210 kilometer väster om Helsingfors.
Öns area är 55,6 hektar och dess största längd är 1,6 kilometer i sydöst-nordvästlig riktning. Ön höjer sig omkring 20 meter över havsytan.